# نبضات قلب (مسلسل)
نبضات قلب (بالتركية: Kalp Atışı)‏ هو مسلسل تركي مقتبس عن الدراما الجنوب كورية الناجحة الأطباء لسنة 2016، عُرضت النسخة التركية ابتداء من 30 يونيو 2017 على قناة شو تي في، من بطولة الممثل التركي جوكهان ألكان وأويكو كارايل وعلي بوراك وصلاح الدين بصلي ومرورة جاغران ونخبة من الممثلين.

## القصة
القصة تبدأ حين تطرد ايلول من المدرسة بسبب سلوكها العدواني فهي متقنة للفنون القتالية ويأخذها والدها مجبرا اياها العيش عند جدتها بطلب من زوجته تأخذها جدتها وتضعها في مدرسة حيث يدرس فيها أستاذ يدعى علي اساف فتصبح أسماء صديقتها المفضلة وبهار تكرهها لأن الاستاذ علي يغرم بأيلول في حين بهار تحب أستاذ علي. ترك الأستاذ علي الجراحة بعد عملية فاشلة وأصبح يدرّس في المدرسة، واجتمع بعد عدة سنوات مع بايلول في المستشفى، وبدأت وقتها الأحداث المشوقة.

## بطولة
- جوكهان ألكان: علي أساف دينيز اوغلو
- أويكو كاراييل: ايلول اردام
- ايجه كوكينلي: بهار تونش
- علي بوراك جيلان: اوغوز داتشاكراك
- هاكان جرتشيك: دكتور سنان
- ميرفي تشاران: إيبيك اردام
- صلاح الدين بشلي: الب
- فاتح دومنيز:سليم
- بورسو تورنوز: أسماء

## الجوائز
المسلسل حقق نجاح في سنة 2017 رغم انخفاض التقييم بعد الحلقة 11 بسبب بعض الأخطاء في السيناريو لكن رغم ذلك كان يحقق مشاهدات خيالية على اليوتيوب ويملك شهرة واسعة على مواقع التواصل الاجتماعي وكان من أكثر المسلسلات بحثا في غوغل سنة 2017 وأكثر مسلسل مشاهدة لدى العرب وحصل الممثل جوكهان ألكان وأويكو كارايل على جائزة أفضل ثنائي في الفراشة الذهبية.

## روابط خارجية
- نبضات قلب على موقع IMDb (الإنجليزية)
- نبضات قلب على موقع كينوبويسك (الروسية)
- نبضات قلب على موقع قاعدة بيانات الفيلم (الإنجليزية)